# Mirror’s Edge Original Game Score
Mirror's Edge Original Game Score — альбом музыканта Solar Fields, изданный в 2009 году. Данный альбом является подборкой игровой музыки, написанной ранее Solar Fields для компьютерной игры Mirror's Edge 2008 года выпуска.
Магнус Биргерссон, единственный и постоянный участник «Solar Fields», написал всю внутриигровую музыку для игры Mirror's Edge, которая разрабатывалась шведской компанией EA Digital Illusions CE и была издана в ноябре 2008 года компаний Electronic Arts. В отдельном виде саундтрек был выпущен 19 мая 2009 года
 и распространяется только в цифровом виде. «Mirror's Edge Original Game Score» — первый игровой альбом Биргерссона.

## Об альбоме
В 2005 году с Магнусом Биргерссоном связался по телефону Магнус Вальтерштад (англ. Magnus Walterstad), звуковой директор Mirror’s Edge, и попросил Биргерссона принять участие в создании оригинального саундтрека к игре. Вальтерштад прислал Биргерссону некоторые концепт-арты игры и попросил его отобразить тематику проекта в музыке, чтобы проверить, правильно ли Биргерссон «понял» стиль и тематику проекта. После того, как Биргерссон предоставил результат, Вальтерштад заявил, что он идеально совпадает с тематикой проекта и пригласил композитора посетить офис EA Digital Illusions CE (DICE) в Стокгольме, где Биргерссон получил брифинг по проекту. В сентябре 2007 года он полностью переключился на работу над саундтреком, посвящая ей полный рабочий день.
В процессе создания музыки Биргерссон получил полный сценарий игры, набор концепт-артов и геймплейные видеоролики. DICE обеспечила его детальной информацией по каждому уровню игры, персонажам и сюжету. Магнус писал музыку в своём офисе в Гётеборге, и во время его написания несколько раз посещал DICE для получения новых материалов, дальнейших указаний и проверок. Во время этих визитов Биргерссон тесно сотрудничал с Вальтерштадом и основной командой разработчиков игры, включая дизайнеров уровней.
В итоге для игры Магнус Биргерссон написал около 150 минут музыки. Основная музыка писалась на протяжении 4—5 месяцев, остальное время она полировалась и редактировалась в соответствии с требованиями игры.
В конце сентября 2008 года Electronic Arts опубликовала трейлер Mirror's Edge, в котором впервые зазвучала музыка Биргерссона, однако его участие в разработке игры не было официально подтверждено.
11 ноября 2008 года, в преддверии выхода игры, сайт Music4Games, целиком и полностью посвящённый музыке в компьютерных играх, опубликовал интервью с Магнусом Биргерссоном, в котором последний описал историю и процесс создания саундтрека, его особенности, процесс взаимодействия композитора с командой разработчиков и т.д.
Игра «Mirror's Edge» вышла для консолей PlayStation 3 и Xbox 360 12 ноября в Северной Америке, 13 и 14 ноября в Австралии и Европе соответственно, и 11 декабря в Японии. Для PC игра вышла лишь 13 января 2009 года. Приблизительно в это время вышли 2 новых трейлера игры, в которых также звучала музыка Биргерссона.
В конце апреля 2009 года издательство Electronic Arts  заявило о намерении выпустить саундтрек «Mirror's Edge Original Game Score» отдельно от игры.
19 мая 2009 года саундтрек «Mirror's Edge Original Game Score» поступил в продажу через Интернет под лейблом E.A.R.S. (Electronic Arts Recordings).

### Музыка
Магнус Биргерссон писал музыку в первую очередь для игры, а не для отдельного диска или сборника. Он консультировался с разработчиками, дизайнерами уровней, подбирал необходимый музыкальный стиль и дизайн. Музыка должна была отражать игровое окружение, сюжет и геймплей игры, а также настроение и внутренние чувства главного персонажа игры — Фэйт (англ. Faith).
Как позже рассказывал в интервью Биргерссон, ему на первых порах было тяжело и необычно создавать музыку для игры. Он сказал, что написание музыки для его собственного альбома и написание музыки для игры — это «как день и ночь».
Игра поделена на чёткие раздельные уровни, которые следует один за другим в установленном порядке. Для каждого уровня Биргерссон создал четыре вариации мелодий, которые отличались стилем: ambiences/puzzle/chases/combats (эмбиент/пазл/преследование/бой).
В итоге саундтрек представляет собой многожанровое музыкальное полотно, в котором объединились разные музыкальные стили и жанры: электроника, эмбиент, брейкбит.
Последние две композиции в вышедшем альбоме представляют собой ремиксы на заглавную тему игры «Still Alive», которая была написана Арнтором Бёргиссоном и Рами Якубом и исполнена Лизой Мисковски. Эти композиции встречаются в некоторых трейлерах к игре.

## Список композиций
| №  | Исполнитель                          | Оригинальное название      | Перевод названия                | Время |
| -- | ------------------------------------ | -------------------------- | ------------------------------- | ----- |
| 1  | Solar Fields                         | Introduction               | Вступление                      | 5:34  |
| 2  | Solar Fields                         | Edge & Flight              | Грань & Полёт                   | 6:55  |
| 3  | Solar Fields                         | Jacknife                   | Джекнайф                        | 6:25  |
| 4  | Solar Fields                         | Heat                       | Жара                            | 7:01  |
| 5  | Solar Fields                         | Ropeburn                   | Роупберн                        | 7:15  |
| 6  | Solar Fields                         | New Eden                   | Новый Эдем                      | 7:52  |
| 7  | Solar Fields                         | Pirandello Kruger          | Пиранделло Крюгер               | 7:08  |
| 8  | Solar Fields                         | Boat                       | Корабль                         | 7:30  |
| 9  | Solar Fields                         | Kate                       | Кейт                            | 7:13  |
| 10 | Solar Fields                         | Shard                      | Шард                            | 7:16  |
| 11 | Лиза Мисковски (ремикс Solar Fields) | Still Alive                | Всё ещё жива                    | 4:34  |
| 12 | Лиза Мисковски (ремикс Solar Fields) | Still Alive (Instrumental) | Всё ещё жива (инструментальная) | 4:29  |

## Отзывы
Сайт Game-OST написал довольно положительную рецензию на саундтрек и поставил ему оценку в 7 баллов из 10. Рецензенты прежде всего похвалили выбор DICE, которые сделали «патриотический» выбор. Несмотря на положительную оценку качества музыки, рецензенты отметили тот факт, что музыка, написанная специально для игры, не может быть очень «удачной» как отдельное произведение. Игровые рамки накладывают свой отпечаток на оформление и структуру композиций, интерактивная музыка требует создавать короткие зацикленные отрезки, которые потом плохо стыкуются между собой. «...музыка без души – безыдейный набор техно-трансовых ударных; превосходно справляющаяся со своими задачами электроника, абсолютно не интересная вне контекста игры» — добавили рецензенты. Но, несмотря на характерные для игровой музыки недостатки, в общем работа Биргерссона была оценена удачно.
В статье «Игровая музыка 2008» сайт Game-OST отобрал 17 самых лучших игровых саундтреков 2008 года, расположив саундтрек Mirror's Edge на пятой позиции. «Воздушный, кристально чистый эмбиент Solar Fields - лучшее, что можно было придумать для игры, события которой развивается преимущественно на залитых солнцем крышах футуристического мегаполиса», — описали свой выбор журналисты сайта.